# 沢田康彦
沢田 康彦（さわだ やすひこ、1957年10月5日 - ）は、日本の編集者、エッセイスト、映画評論家、映画プロデューサー。ファックス&メール短歌の会『猫又』主宰。『暮しの手帖』前編集長。滋賀県生まれ、現在は京都市に在住。
戸籍上の正確な表記は澤田 康彦（読みは同じ）。前妻は作家の蒔岡雪子。2002年に再婚して現在の妻は女優の本上まなみ。

## 経歴・人物
滋賀県立彦根東高等学校、上智大学外国語学部フランス語学科卒業。在学中に『本の雑誌』の書店配本部隊に参加。また、椎名誠が主催する「東ケト会」に「ドレイ」として参加し、離島でのキャンプ活動に参加し、椎名の著書『怪しい探検隊』シリーズに実名で登場している。
大学卒業後、マガジンハウスに入社し、雑誌『BRUTUS』などの編集を行う。一方で、映画評論活動も行う。また、椎名が設立した映画製作会社「ホネ・フィルム」に参加するなど、映画のプロデュースを行っている。
蒔岡雪子と離婚後、自らが主宰していたメール短歌グループ猫又で知り合った本上まなみと2年半の交際を経て2002年12月に再婚した。
2015年8月20日付の80号(2−3月号)から、松浦弥太郎の後任として『暮しの手帖』編集長に就任。2016年早春号より制作を担当。松浦時代には無かった政治的な記事も扱うようになった。
2019年11月に『暮しの手帖』編集長を退任し、同時にマガジンハウスも退社。現在はフリー編集者やエッセイストとして、居住地の京都、実家のある滋賀、赴任先の東京を行き来しながら活動中。

## 映画

### 企画
- あひるのうたがきこえてくるよ。(1993) 監督：椎名誠

### プロデューサー
- シニカル・ヒステリー・アワー(1988) 監督：玖保キリコ
- うみ・そら・さんごのいいつたえ(1991) 監督：椎名誠
- ファザーファッカー(1995) 監督：荒戸源次郎

### 脚本
- ガクの冒険(1990) 監督：椎名誠
- うみ・そら・さんごのいいつたえ(1991) 監督：椎名誠

## 著書
- 『四万十川よれよれ映画旅 もう一つの「ガクの冒険」』本の雑誌社 1993

### 共著
- 『映画的! 映画が大好きなくせに月に一度しか映画館に行かないあなたに』畑中佳樹,斎藤英治,宇田川幸洋共編 フィルムアート社 1987
- 『どうぶつ自慢』編 祖父江慎デザイン 弓立社 1989
- 『映画のあとに―ミリオンだらだらトーキング』宇田川幸洋,粉雪まみれ キネマ旬報社 1992
- 『短歌はプロに訊け!』穂村弘,東直子共著 本の雑誌社 2000
  - 『短歌はじめました。百万人の短歌入門』角川ソフィア文庫 2005
  - 『ひとりの夜を短歌とあそぼう』角川ソフィア文庫 2012
- 『短歌があるじゃないか。一億人の短歌入門』穂村弘,東直子 角川書店 2004